# Pablo Fanque
Pablo Fanque er pseudonym eller kunstnernavn for William Darby (1796 i Norwich – 4. maj 1871 i Stockport) var den første sorte cirkusdirektør i Storbritannien. 
Han var i sin tid en stor publikumsattraktion, både på grund af sin hudfarve og som tryllekunstner og akrobat. Også gennem omtalen af familien Henderson som "late of Pablo Fanque's fair" i teksten til Beatlessangen Being for the Benefit of Mr. Kite! blev han berømt i store dele af verden. Sangen af John Lennon er inspireret af de plakater, som blev brugt i cirkus, og som han fandt i et antikvariat i Kent i 1967.
Pablo Fanque blev begravet på Woodhouse Cemetery i Leeds ved siden af sin første hustru, Susannah Darby.